# Krasobruslení na Zimních olympijských hrách 1952
Krasobruslení na Zimních olympijských hrách 1952 probíhalo na venkovním kluzišti Jordal Amfi a hale Bislett Stadion v Oslu.

## Medailové pořadí zemí
| Pořadí | Země                         | Zlato | Stříbro | Bronz | Celkově |
| ------ | ---------------------------- | ----- | ------- | ----- | ------- |
| 1.     | Spojené státy americké (USA) | 1     | 2       | 1     | 4       |
| 2.     | Velká Británie (GBR)         | 1     | 0       | 0     | 1       |
| 2.     | Německo (GER)                | 1     | 0       | 0     | 1       |
| 4.     | Rakousko (AUT)               | 0     | 1       | 0     | 1       |
| 5.     | Francie (FRA)                | 0     | 0       | 1     | 1       |
| 5.     | Maďarsko (HUN)               | 0     | 0       | 1     | 1       |
|        | Celkem                       | 3     | 3       | 3     | 9       |

## Medailisté

### Muži
| Disciplína | Zlato                                      | Výkon   | Stříbro                       | Výkon   | Bronz                                       | Výkon   |
| ---------- | ------------------------------------------ | ------- | ----------------------------- | ------- | ------------------------------------------- | ------- |
| muži       | Dick Button · Spojené státy americké (USA) | 192,256 | Helmut Seibt · Rakousko (AUT) | 180,144 | James Grogan · Spojené státy americké (USA) | 180,822 |

### Ženy
| Disciplína | Zlato                                       | Výkon   | Stříbro                                           | Výkon   | Bronz                                 | Výkon   |
| ---------- | ------------------------------------------- | ------- | ------------------------------------------------- | ------- | ------------------------------------- | ------- |
| ženy       | Jeannette Altweggová · Velká Británie (GBR) | 161,756 | Tenley Albrightová · Spojené státy americké (USA) | 159,133 | Jacqueline du Biefová · Francie (FRA) | 158,000 |

### Smíšené soutěže
| Disciplína        | Zlato                                   | Výkon  | Stříbro                                                         | Výkon  | Bronz                                           | Výkon  |
| ----------------- | --------------------------------------- | ------ | --------------------------------------------------------------- | ------ | ----------------------------------------------- | ------ |
| sportovní dvojice | Německo (GER) · Ria Falková · Paul Falk | 11,400 | Spojené státy americké (USA) · Karol Kennedyová · Peter Kennedy | 11,178 | Maďarsko (HUN) · Marianna Nagyová · László Nagy | 10,822 |